# Zenillia umbrosa
Zenillia umbrosa är en tvåvingeart som först beskrevs av Walker 1853.  Zenillia umbrosa ingår i släktet Zenillia och familjen parasitflugor. Inga underarter finns listade i Catalogue of Life.